# Château d'Avensac
Le château d'Avensac, situé dans la commune d'Avensac dans le département du Gers, est un château construit au XIVe siècle et reconstruit vers 1810 - 1820.

## Situation
Le château est situé à l'est du village d'Avensac.

## Historique
Le château d'Avensac fait l'objet d'une inscription des monuments historiques depuis le 24 juin 1983.